# Alexandra Bunton
Alexandra Caitlin Bunton (ur. 13 października 1993 w Lincoln) – australijska koszykarka występująca na pozycjach silnej skrzydłowej oraz środkowej, posiadająca także brytyjskie obywatelstwo.
1 lipca 2017 została zawodniczką InvestInTheWest AZS AJP Gorzów. 6 sierpnia została zwolniona przez klub z powodu kontuzji, wymagającej 2-3 miesięcznej przerwy w grze.

## Osiągnięcia
Stan na 4 lipca 2017, na podstawie, o ile nie zaznaczono inaczej.
Reprezentacja
- Uczestniczka:
  - uniwersjady (2015 – 5. miejsce)
  - mistrzostw świata:
    - U–17 (2010 – 7. miejsce)
    - U–19 (2011 – 4. miejsce)